# Stackhousia intermedia
Stackhousia intermedia är en benvedsväxtart som beskrevs av Frederick Manson Bailey. Stackhousia intermedia ingår i släktet Stackhousia och familjen Celastraceae. Inga underarter finns listade.